# Susan McCaw

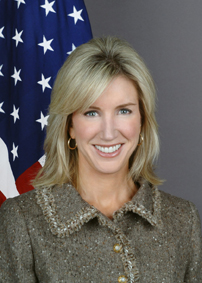
Susan McCaw

Susan Leigh Rasinski McCaw (* 1962 im Orange County, Kalifornien) ist eine US-amerikanische Unternehmerin und Diplomatin.

## Leben

### Herkunft
Susan Rasinski wurde 1962 in Kalifornien geboren. Ihr Studium absolvierte sie an US-amerikanischen Eliteuniversitäten. Sie erwarb einen Master-Grad in Betriebswirtschaft an der Harvard University, nachdem sie ihr Bachelorstudium in Wirtschaftswissenschaften an der Stanford University mit Auszeichnung abgeschlossen hatte.
Sie ist mit Craig McCaw, einem milliardenschweren US-Mobilfunkpionier, verheiratet und hat drei Kinder. Ihr Ehemann, dessen vorhergehende Ehe unter medialer Beteiligung geschieden wurde, verkaufte 1994 sein Mobilfunkunternehmen McCaw Cellular an AT&T für 11,5 Milliarden US-Dollar, was ihn zum 125-reichsten Amerikaner machte.
Mit ihrer Familie besitzt sie ein Anwesen in Kirkland (Washington).

### Karriere als Unternehmerin
Susan McCaw war Präsidentin von COM Investments, als auch geschäftsführende Gesellschafterin von Eagle Creek Capital, beides private Investmentfirmen im Bundesstaat Washington. Davor war sie Geschäftsführerin von Robertson Stephens & Company, einer Investmentbank in San Francisco. Dort war sie für die Finanzierung von aufstrebenden Firmen in der Technologieindustrie zuständig. McCaw war auch Teilhaberin in der Risikokapitalgruppe von Robertson Stephens. Sie erstellte außerdem Geschäftsanalysen für McKinsey & Company.

### Ehrenamtliches Engagement
Susan McCaw war Mitglied im Kuratorium der Stanford University. Dort war sie Vorstandsmitglied des Ein-Milliarden-Dollar-Programms für das Bachelorstudium und im Bereich der Integration internationaler Studenten aktiv. An ihrem Wohnort Seattle im US-Bundesstaat Washington ist sie Mitbegründerin und Vorsitzende des Kuratoriums von „Team Read“, einem Leseprogramm für Risikoschüler der 2. und 3. Klasse, gewesen. Sie gehörte ferner dem Investitionsausschuss der University of Washington an und wirkte als Aufsichtsrat von Grameen Technology.

### Politisches Engagement
McCaw war Vorstandsmitglied für die Finanzierung der Bush-Cheney-Wahlkampagne 2004 im Bundesstaat Washington und Mitglied des nationalen Führungskomitees von W Stands for Women. Sie war auch im Beratungsausschuss der Frauenkoalition der Republikanischen Partei.
2006 wurde Susan McCaw Botschafterin der Vereinigten Staaten in Österreich. Sie war im Oktober 2005 von Präsident George W. Bush als Nachfolgerin von Botschafter Lyons Brown, Jr. nominiert worden. Sie wurde am 30. November 2005 durch Richterin Sandra Day O’Connor am Obersten Gerichtshof in Washington D.C. in einer feierlichen Zeremonie vereidigt, bei der Außenministerin Condoleezza Rice den Vorsitz innehatte. Mit der Überreichung ihres diplomatischen Beglaubigungsschreibens an den österreichischen Präsidenten Heinz Fischer am 9. Januar 2006 trat sie ihr Amt als Botschafterin offiziell an.
Ihre Ernennung wurde in Österreich verhalten aufgenommen, hatte McCaw vorher keinerlei diplomatische Erfahrungen vorzuweisen. Auch ihre geringen Deutsch-Kenntnisse konnten ihr Erscheinungsbild nicht unbedingt verbessern. Nicht zuletzt macht ihr die überwiegende Unpopularität von George W. Bush in Europa zu schaffen, war sie doch eine der zu US-Botschaftern ernannten Großspender in den Präsidentschaftskampagnen 1999–2004 ($ 226.650). Am 3. Juli 2007 erklärte sie in einer Aussendung, ihr Amt gegen Ende 2007 niederlegen zu wollen und Österreich aus „privaten Gründen“ zu verlassen. Gleichzeitig bezeichnete sie ihre Zeit in Österreich als eine der „bemerkenswertesten und lohnendsten Erfahrungen meines Lebens“. Am 26. November 2007 verließ McCaw Österreich.
Anfang November 2007 nominierte der US-Präsident den Bauunternehmer und ehemaligen Botschafter in Trinidad und Tobago, Charles Gargano, zu ihrem Nachfolger in der Botschaft in der Wiener Boltzmanngasse, wobei die Zustimmung des US-Senats fehlte. Gargano zählt zu jenen US-Botschaftern, die sich als finanzkräftige Unterstützer im Wahlkampf des seinerzeit amtierenden Präsidenten ausgezeichnet hatten. Aufgrund der Stimmverhältnisse im US-amerikanischen Parlament wurde Gargano nie gewählt.
Am 27. Juni 2008 stimmte der Senat der Vereinigten Staaten der Ernennung von David F. Girard-diCarlo, Anwalt aus Pennsylvania, zum neuen US-Botschafter für Österreich zu.